# 巴伐利亞民族主義

巴伐利亞州旗之一

巴伐利亞民族主義是一種民族主義思潮，認為巴伐利亞人是一個民族，並加強巴伐利亞人的文化團結。自1871年巴伐利亞併入德國之後，巴伐利亞民族主義者就要求自治，甚至從德國獨立。德國在第一次世界大戰戰敗後，巴伐利亞民族主義的呼聲更加高漲。奧匈帝國解體之後，曾有建議奧地利和巴伐利亞共組一國的呼聲。